# Búfalo (Wyoming)
Búfalo es una ciudad situada en el condado de Johnson, Wyoming, Estados Unidos. La población era 3900 habitantes en el censo del 2000. Es la sede del condado de Johnson. En los últimos años, la ciudad ha experimentado un auge económico debido a la producción de metano a partir del método de extracción de capas de carbón utilizados en la cuenca del río Powder y sus alrededores.

## Demografía
Según el censo del 2000, había 3.900 personas, 1.718 hogares y 1.042 familias que residían en la ciudad. La densidad de población era de 426.6/km ². La composición racial de la ciudad era:
- 96.46% Blancos
- 2.03% De dos o más razas
- 1,82% hispanos o latinos
- 0,82% Nativos americanos
- 0,54% De otras razas
- 0.10% Afroamericanos
- 0,05% Asiáticos

Había 1.718 casas de las cuales un 26.1% tenían niños menores de 18 años que vivían con ellos, el 48,8% eran parejas casadas que vivían juntas, el 8.4% tenían una cabeza de familia femenina sin presencia del marido y un 39.3% eran no-familias. El 16.1% tenían a alguna persona anciana de 65 años de edad o más.
En la ciudad la separación poblacional era de un 23.1% menores 18 años, el 5,6% de 18 a 24, el 22.6% de 25 a 44, un 27.1% de 45 a 64, y el 21,5% tenían 65 años de edad o más. La edad media fue de 44 años. Por cada 100 hembras había 89.4 varones. Por cada 100 mujeres menores de 18 años, había 93.5 hombres. 
La renta mediana para una casa en la ciudad era $ 29.392, y la renta mediana para una familia era $ 40.683. Los varones tenían una renta mediana de $ 28.716 contra un $ 19.688 para las hembras. El ingreso per cápita para la ciudad era $ 19.054. Cerca del 6.7% de las familias y el 10,4% de la población estaban por debajo de la línea de pobreza, incluyendo un 7.0% de los menores de 18 años y el 12,4% de las personas mayores de 65 años.

## Educación
La educación pública en la ciudad de Búfalo esta proporcionada por la Escuela del Distrito del condado de Johnson N º 1. Las escuelas de la ciudad incluyen:
- Escuela Primaria Meadowlark (grados K-3)

- Escuela elemental Clear Creek (grados 4-5)

- Clear Creek Middle School (grados 6-8)

- Instituto Búfalo High School (grados 9-12).

## Medios de comunicación

### Periódicos
El Boletín de Búfalo ha sido el periódico más leído en el condado de Johnson desde 1884. El periódico se publica una vez por semana, los jueves y ha sido de propiedad familiar y operado por tres generaciones. Robb Hicks, el actual propietario y editor del periódico, se lo compró a su padre, Jim Hicks en 1996. Hicks es dueño de diarios en Wyoming, Montana, Dakota del Sur, Nebraska, Colorado, Idaho y Washington

### Estaciones de Radio
- KBBS AM 1450 "Good Time Oldies 1450"

- KBUW FM 90.5 "Wyoming Public Radio"

- KLGT FM 92.9 "KIX 92.9"

- KZZS FM 98.3 "Adult Hit Radio, The Peak"

## Geografía y Clima

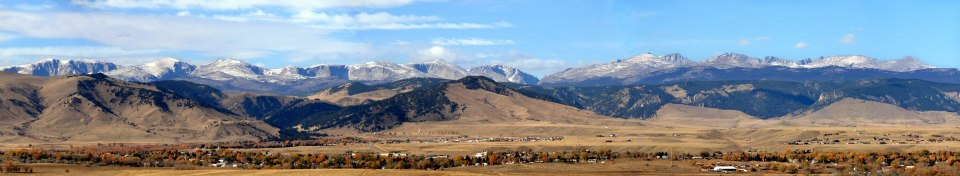
Panoramica de Buffalo, en la base de las montañas Bighorn.

Búfalo se encuentra en las coordenadas 44°20′51″N 106°42′4″O / 44.34750, -106.70111
Según el United States Census Bureau, la ciudad tiene un área total de 9,1 km ², todos ellos terrestres.
Búfalo tiene un clima semiárido según la clasificación climática de Köppen (BSk).
| Parámetros climáticos promedio de Buffalo | Parámetros climáticos promedio de Buffalo | Parámetros climáticos promedio de Buffalo | Parámetros climáticos promedio de Buffalo | Parámetros climáticos promedio de Buffalo | Parámetros climáticos promedio de Buffalo | Parámetros climáticos promedio de Buffalo | Parámetros climáticos promedio de Buffalo | Parámetros climáticos promedio de Buffalo | Parámetros climáticos promedio de Buffalo | Parámetros climáticos promedio de Buffalo | Parámetros climáticos promedio de Buffalo | Parámetros climáticos promedio de Buffalo | Parámetros climáticos promedio de Buffalo |
| Mes                                       | Ene.                                      | Feb.                                      | Mar.                                      | Abr.                                      | May.                                      | Jun.                                      | Jul.                                      | Ago.                                      | Sep.                                      | Oct.                                      | Nov.                                      | Dic.                                      | Anual                                     |
| ----------------------------------------- | ----------------------------------------- | ----------------------------------------- | ----------------------------------------- | ----------------------------------------- | ----------------------------------------- | ----------------------------------------- | ----------------------------------------- | ----------------------------------------- | ----------------------------------------- | ----------------------------------------- | ----------------------------------------- | ----------------------------------------- | ----------------------------------------- |
| Temp. máx. abs. (°C)                      | 19                                        | 23                                        | 26                                        | 31                                        | 34                                        | 39                                        | 41                                        | 41                                        | 38                                        | 32                                        | 27                                        | 21                                        | 41                                        |
| Temp. máx. media (°C)                     | 1                                         | 3                                         | 8                                         | 13                                        | 18                                        | 24                                        | 29                                        | 28                                        | 22                                        | 16                                        | 6                                         | 2                                         | 14                                        |
| Temp. mín. media (°C)                     | -14                                       | -11                                       | -6                                        | 0                                         | 5                                         | 10                                        | 13                                        | 13                                        | 6                                         | 0                                         | -7                                        | -12                                       | 0                                         |
| Temp. mín. abs. (°C)                      | -38                                       | -36                                       | -30                                       | -15                                       | -11                                       | -3                                        | 0                                         | 1                                         | -11                                       | -22                                       | -24                                       | -35                                       | -36                                       |
| Precipitación total (mm)                  | 11                                        | 10                                        | 18.5                                      | 41                                        | 62                                        | 54                                        | 38                                        | 23                                        | 35                                        | 26                                        | 12                                        | 12                                        | 342.5                                     |
| [cita requerida]                          |                                           |                                           |                                           |                                           |                                           |                                           |                                           |                                           |                                           |                                           |                                           |                                           |                                           |

## Transporte
Búfalo se encuentra cerca del término norte de la Interestatal 25, donde se une con la carretera interestatal 90.